# Суела (район)
Суе́ла (індонез. Suela) — один з 20 районів округу Східний Ломбок провінції Західна Південно-Східна Нуса у складі Індонезії. Розташований у північній частині. Адміністративний центр — село Суела.
Населення — 37895 осіб (2012; 37599 в 2011, 37441 в 2010, 38010 в 2009, 37507 в 2008).

## Адміністративний поділ
До складу району входять 7 сіл:
| Населений пункт  | Населення, осіб (2010) |
| ---------------- | ---------------------- |
| Кетангга, село   | 5711                   |
| Мекар-Сарі, село | 4819                   |
| Перігі, село     | 7388                   |
| Сапіт, село      | 3766                   |
| Селапаранг, село | 3537                   |
| Суела, село      | 6009                   |
| Сунталангу, село | 6211                   |